# Калининградская епархия
Калинингра́дская епа́рхия — епархия Русской православной церкви, объединяющая приходы и монастыри в западной части Калининградской области (в границах города Калининграда, а также Багратионовского, Балтийского, Гурьевского, Зеленоградского, Ладушкинского, Мамоновского, Пионерского, Светловского, Светлогорского и Янтарного округов). Входит в состав Калининградской митрополии.
Выделена из Смоленско-Калининградской епархии 31 марта 2009 года.
Кафедральный собор — Христа Спасителя в Калининграде.

## История
В середине XVII века на территории герцогства Пруссия появилась первая православная община. Её образовали бежавшие из западнорусских земель Речи Посполитой православные священники, монахи и миряне. Ко второй половине того же столетия относятся известия о деятельности в Кёнигсберге и других населённых пунктах Восточной Пруссии ещё нескольких православных общин. Православные верующие и духовенство получали от местных властей право на проведение церковных служб и справления обрядов. Сохранилось упоминание о наличии православной церкви в Кёнигсберге в 1680-х годах.
Во время Семилетней войны в январе 1758 году русскими войсками взят был Кёнигсберг, после чего кёнигсбергцы присягнули императрице Елизавете Петровне, а Восточная Пруссия имела статус российского генерал-губернаторства. В это время в Восточной Пруссии действовало несколько православных храмов. Весной 1762 года после заключения мира Россия утратила эти территории и приходы были расформированы.
В 1720—1730 годы в Кёнигсберге появилась регулярная православная община во главе с Василием Квасовским — торговцем и владельцем типографии, издававшем книги на польском, русском и церковнославянском языках.
До 1945 года территория нынешней Калининградской области входила в состав Восточной Пруссии и принадлежала Германии. После Октябрьской революции в Кёнигсберге появилось несколько десятков русских православных эмигрантов, для окормления которых приезжали священники из Берлина и Литвы, но постоянной общины не сложилось.
25 февраля 1985 года Калининградский горисполком городского Совета народных депутатов принял решение о регистрации православного общества в городе Калининграде, а 1 марта того же года оно было продублировано исполнительным комитетом Калининградского областного Совета народных депутатов. 23 апреля 1985 года Совет по делам религий при Совете министров СССР по Калининградской области утвердил эти решения. Общине передали развалины бывшей лютеранской кирхи Юдиттен на окраине Калининграда (1288—1298), на месте которых за полгода силами и на средства общины была возведена церковь во имя святителя Николая Чудотворца, вошедшая в состав Смоленской епархии Русской православной церкви. Число православных общин в области росло, на молитву люди собирались в бывших спортзалах, складах, кирхах, переоборудованных для совершения православных богослужений.
В 1988 году Смоленско-Вяземская епархия была переименована в Смоленско-Калининградскую.
22 февраля 1993 года решением Священного Синода для управления православными приходами на территории Калининградской области учреждено Балтийское викариатство Смоленской епархии.
23 июня 1996 года на площади Победы в Калининграде, на месте строительства будущего собора Христа Спасителя, митрополитом Смоленским и Калининградским Кириллом (Гундяевым) и Президентом России Борисом Ельциным была заложена символическая капсула с землёй из-под Христа Спасителя храма в Москве.
На январь 2002 года в Калининградской области существовало 42 прихода, 51 храм, 1 монастырь, в клир Балтийского викариаства входили 43 священника и 6 диаконов.
31 марта 2009 года Священный Синод с учётом значительного роста числа православных приходов в области постановил образовать на территории Калининградской области епархию Русской Православной Церкви. Правящим архиереям вновь образованной епархии определено титуловаться Преосвященными Калининградскими и Балтийскими. Священный Синод принял к сведению и одобрил выраженное Святейшим Патриархом Кириллом предложение оставить за ним временное управление Калининградской епархией вплоть до назначения правящего архиерея. На тот же срок за епископом Серафимом (Мелконяном), викарием Калининградской епархии, будет сохраняться титул «Балтийский».
На момент разделения на территории Калининградской области действовали четыре благочиния (Калининградское, Неманское, Приморское, Восточное), насчитывающие 75 приходов.
21 октября 2016 года Священный синод Русской православной церкви постановил выделить из состава Калининградской епархии новую Черняховскую епархию и образовать её в административных границах Гвардейского, Гусевского, Озерского и Советского городских округов, а также Краснознаменского, Неманского, Нестеровского, Полесского, Правдинского, Славского и Черняховского районов Калининградской области. И в пределах Калининградской области образовать Калининградскую митрополию, включающая в себя Калининградскую и Черняховскую епархии.

## Епископы
- 31 марта 2009 года — 21 октября 2016 года — Кирилл (Гундяев), в/у, патриарх Московский
- с 21 октября 2016 года — Серафим (Мелконян)

## Благочиния
Епархия разделена на 4 церковных округа: По состоянию на октябрь 2022 года:
- Покровское благочиние
- Преображенское благочиние
- Приморское благочиние
- Успенское благочиние

## Монастыри
- монастырь в честь святой преподобномученицы Великой Княгини Елисаветы в Калининграде (женский)
- Монастырь в честь святителя и чудотворца Николая (женский; Калининград) (упразднён решением Священного синода от 5 мая 2015 года[10], преобразован в подворье монастыря в честь иконы Божией Матери «Державная»[11])